# Erupción del Grímsvötn de 2011
Temblores armónicos se registraron dos veces cerca de Grímsvötn el 2 y 3 de octubre de 2010, indicando posiblemente una inminente erupción. Al mismo tiempo, una inflación repentina fue medida por GPS en el volcán, indicando movimiento de magma bajo la montaña. 
El 21 de mayo de 2011 a las 19:25 UTC, una erupción comenzó, con 12 kilómetros de altura de cenizas volcánicas acompañado por múltiples terremotos. La nube de cenizas de la erupción subió hasta 20 kilómetros, y es hasta ahora 10 veces más grande que la erupción de 2004, y el más fuerte en Grímsvötn en 100 años. 

## Erupción
La erupción se estima que ha comenzado bajo el glaciar sobre las 17:30 horas UTC el 21 de mayo de 2011 cuando un pico de intensidad en la actividad de temblores ha sido detectado. En torno a las 19:00 UTC, la erupción rompió la capa de hielo del glaciar y comenzó a arrojar ceniza volcánica en el aire. La pluma de la erupción se levantó rápidamente a 20 kilómetros.
Durante el 22 de mayo el penacho de cenizas cayó a alrededor de 10 kilómetros de altitud, aumentando de vez en cuando a 15 kilómetros.
El 23 de mayo, la erupción liberó cerca de 2.000 toneladas de cenizas por segundo, un total de 120 millones de toneladas en las primeras 48 horas. La erupción de 2011 del Grímsvötn calificada como 4 (IEV4) en el Índice de Explosividad Volcánica (IEV), liberando más ceniza en las primeras 48 horas que el Eyjafjallajökull liberó durante la totalidad de la erupción de 2010.
El 24 de mayo el mal tiempo impidió la observación visual de la columna de cenizas, pero tuvo una altura estimada de menos de 5 kilómetros, lo que implica que la erupción es significativamente más débil que en los días anteriores. 
El 25 de mayo Islandia Met Office ha confirmado que la erupción se ha detenido a las 02.40 hora local, del día 25.

## La interrupción de los viajes aéreos
La interrupción del transporte aéreo en Islandia comenzó el 21 de mayo, seguido por Groenlandia, Escocia y Noruega (Svalbard) y una pequeña parte de Dinamarca en los días posteriores. El 24 de mayo, la interrupción se extendió a Irlanda del Norte y los aeropuertos en el norte de Inglaterra. El 25 de mayo, la interrupción se extendió a Alemania del Norte - aeropuertos de Hamburgo y Bremen se cerraron por unas horas.
En comparación, la interrupción de 2010 después de la erupción del Eyjafjallajökull fue en una escala mucho más amplia.

## Línea de tiempo de la erupción del Grímsvötn
| Fecha             | Estado | Imágenes        |
| Octubre de 2010   | Octubre de 2010 | Octubre de 2010 |
| ----------------- | --- | --------------- |
| 2 al 3 de octubre | Temblores armónicos se registraron dos veces cerca de Grímsvötn el 2 y 3 de octubre de 2010, indicando posiblemente una inminente erupción. Al mismo tiempo, una inflación repentina fue medida por GPS en el volcán, indicando movimiento de magma bajo la montaña.                                                                                                   |                 |
| Mayo de 2011      | |                 |
| 22 de mayo        | Durante el 22 de mayo el penacho de cenizas cayó a alrededor de 10 kilómetros de altitud, aumentando de vez en cuando a 15 kilómetros. |                 |
| 23 de mayo        | La erupción liberó cerca de 2.000 toneladas de cenizas por segundo, un total de 120 millones de toneladas en las primeras 48 horas. La erupción de 2011 del Grímsvötn calificada como 4 (IEV4) en el Índice de Explosividad Volcánica (IEV), liberando más ceniza en las primeras 48 horas que el Eyjafjallajökull liberó durante la totalidad de la erupción de 2010. |                 |
| 21 al 23 de mayo  | |                 |
| 24 de mayo        | El mal tiempo impidió la observación visual de la columna de cenizas, pero tuvo una altura estimada de menos de 5 kilómetros, lo que implica que la erupción es significativamente más débil que en los días anteriores. |                 |
| 25 de mayo        | Islandia Met Office ha confirmado que la erupción se ha detenido a las 02.40 hora local, del día 25. |                 |
| 22 al 26 de mayo  | |                 |
| 11 de junio       | |                 |